# Paget Brewster
Paget Brewster (Concord, Massachusetts, 10 maart 1969) is een Amerikaans actrice en zangeres. Ze trad op in de kortlopende komische serie Andy Richter Controls The Universe, speelde Beth Huffstodt in de tragikomische serie Huff en Emily Prentiss in de CBS-misdaadserie Criminal Minds. Tijdens een onderbreking van haar werk in Criminal Minds speelde zij in onder meer Law & Order: Special Victims Unit, Modern Family en Community. In het twaalfde seizoen van Criminal Minds (2016/2017) keerde Brewster terug in de serie.
Brewster kwam voor het eerst in de aandacht met haar terugkerende rol als Kathy, Joey's (en later Chandlers) vriendin in het vierde seizoen van Friends. Ze had ook een kortstondige Bay Area-talkshow. In 2005 werd ze lid van de vaste cast van de theatershow The Thrilling Adventure Hour.
Ze heeft model gestaan voor Suicide Girls. Brewster staat bekend als een retro pin-upmodel in Los Angeles en omgeving.
Brewster kreeg in 2009 een relatie met muzikant Steve Damstra. In maart 2013 verloofden de twee zich, waarna ze in november 2014 trouwden.

## Filmografie
- Criminal minds - als Emily Prentiss
- Batman and Harley Quinn (2017) - als Poison Ivy (stemrol)
- Family Guy - als stem van Gretchen (1 aflevering, 2016) (seizoen 14 aflevering 17)
- James Joyce Love Letters - als zichzelf (1 aflevering, 2014)
- Community (1 aflevering, 2014)
- The Birthday Boyz (1 aflevering, 2013)
- Drunk History - als zichzelf (2 afleveringen, 2013 en 2014)
- Modern Family - Trish (1 aflevering, 2013)
- Criminal Minds - als Emily Prentiss (127 afleveringen, 2006-2012, 2014, 2016-2023)
- Two and a Half Men - als Jamie (1 aflevering)
- American Dad! - als Thundercat (7 afleveringen, 2005-2008)
- Harvey Birdman, Attorney at Law - als Birdgirl (8 afleveringen, 2005-2007)
- Sublime (2007) - als Andrea
- Law & Order: Special Victims Unit - als Sheila Tierney/Paula Foster (3 afleveringen, 2007, 2013)
- A Perfect Day (2006) (TV) - als Allyson Harlan
- Stacked - als Charlotte (3 afleveringen, 2005-2006)
- Unaccompanied Minors (2006) - als Valerie Davenport
- Kidney Thieves (2006) - als Melinda
- Huff - als Beth Huffstodt (26 afleveringen, 2004-2006)
- The Big Bad Swim (2006) - als Amy Pierson
- Cyxork 7 (2006) - als Bethanië Feral
- Drawn Together (1 aflevering, 2006)
- Lost Behind Bars (2006) (TV) - als Lauren Wilde
- Duck Dodgers - als Vipra Rona (2 afleveringen, 2005)
- Amber Frey: Witness for the Prosecution (2005) (TV) - als Carol Carter
- My Big Fat (onafhankelijke film) (2005) - als Julianne
- Man of the House (2005 / I) - als Binky
- Andy Richter Controls the Universe - als Jessica Green (19 afleveringen, 2002-2004)
- Eulogy (2004) - als Tante Lily
- Rock Me, Baby - als Debbie (1 aflevering, 2004)
- Time Belt Colonel Jocelyn Anchor (1 aflevering, 2003)
- Brainwarp (2003) - als Lipstikk
- The Snobs (2003) (TV)
- Now You Know (2002) - als Lea
- George Lopez - als Ginger (1 aflevering, 2002)
- Raising Dad - als Tracy (1 aflevering, 2001)
- Skippy (2001) - als Julie Fontaine
- DAG - als Patti Donovan (1 aflevering, 2001)
- Last Dance (2001) (TV)
- Agent 15 (2001) - als Agent 15
- Hollywood Palms (2001) - als Phoebe
- The Trouble with Normal - als Claire Garletti (11 afleveringen, 2000)
- One True Love (2000) (TV) - als Tina
- The Specials (2000) - als Miss Indestructible
- The Adventures of Rocky & Bullwinkle (2000) - als Jenny Spy
- Star Patrol (2000) (TV) - als Rachel Striker
- Love & Money - als Allison Conklin (1 aflevering, 1999)
- The Expert (1999) TV serie - als Lead
- Desperate But Not Serious (1999) - als Frances
- Max Q (1998) (TV) - als Rena Winter
- Godzilla: The Series (1998) TV serie - als Audrey Timmonds
- Let's Talk About Sex (1998 / I) - als Michelle
- Friends - als Kathy (6 afleveringen, 1997-1998)